# マーシャル諸島の査証政策
マーシャル諸島の査証政策（マーシャルしょとうのさしょうせいさく）では、マーシャル諸島共和国政府がマーシャル諸島に渡航しようとしている外国人に対して行っている査証（ビザ）政策について記述する。
2012年3月現在、マーシャル諸島共和国政府は有効な旅券（パスポート）を所持する外国人に対して、90日間有効で25米ドルの観光ビザや2年間有効で50米ドルのビジネスビザなどを発給しているが、以下の国籍者については査証免除措置を行っている。

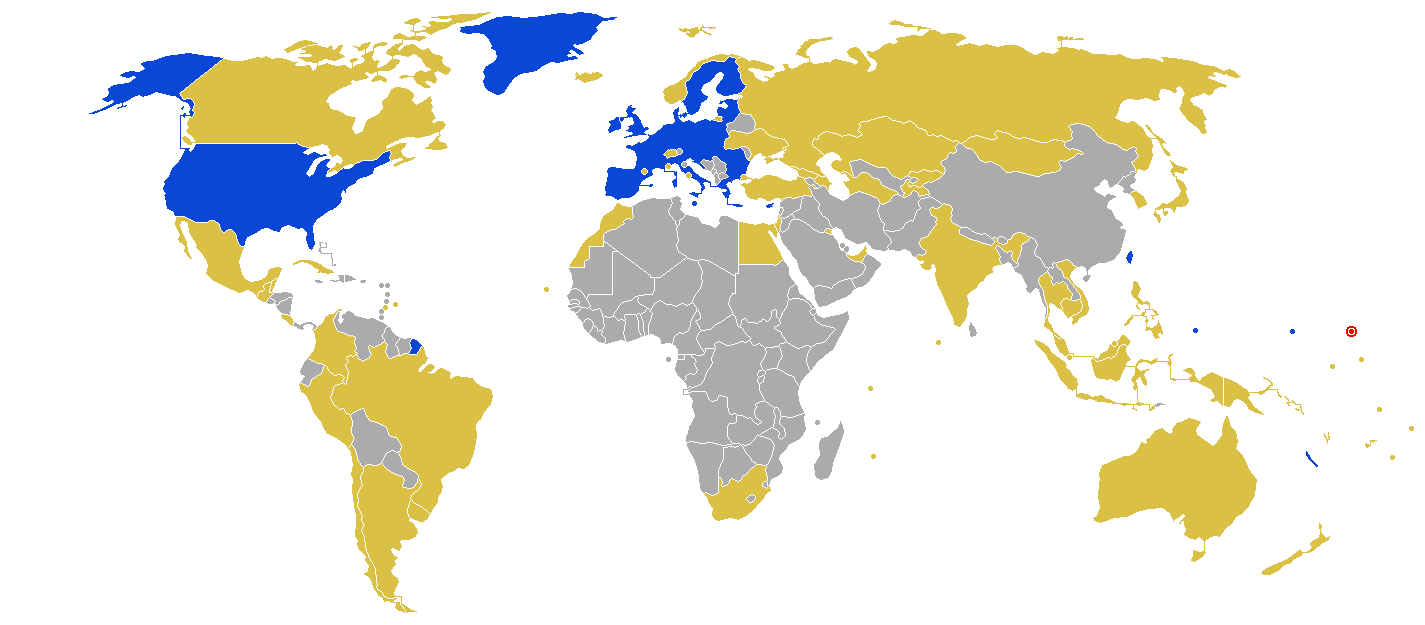
マーシャル諸島共和国政府が査証を免除している国と地域の一覧

## 査証免除措置国一覧
- アメリカ
- パラオ
- ミクロネシア連邦
- 欧州連合

この他に外交官とその家族や国際機関の職員、民間機の乗組員なども国籍を問わず免除となる。

## アライバルビザを取得できる国と地域の一覧
旅券の残存有効期間が6か月以上、かつ復路の航空券を所持している場合、以下の国籍者はマジュロ国際空港到着時に30日間有効なアライバルビザを取得することが可能である。なお、日本国籍者は入国審査時に無料で取得することができる。

### オセアニア
- オーストラリア
- ニュージーランド

#### 太平洋諸島フォーラム加盟国
| ミクロネシア - キリバス - ナウル | メラネシア - フィジー - バヌアツ - ソロモン諸島 - パプアニューギニア | ポリネシア - ツバル - トンガ - サモア - クック諸島 - ニウエ |

### アジア
- フィリピン
- 台湾
- 韓国

### 北米
- カナダ

### ヨーロッパ
- イギリスを含む欧州連合加盟国

## 脚註
1. ↑  http://www2.anzen.mofa.go.jp/info/pcsafetymeasure.asp?id=269#2